# Das Gelübde
Das Gelübde ist eine von E. T. A. Hoffmann verfasste Erzählung (den Begriff Novelle verwendete er nicht). Sie erschien erstmals 1817 und gehört zu den weniger bekannten Werken des spätromantischen Autors.

## Inhalt
Die Erzählung spielt während des polnischen Unabhängigkeitskampfes, 20 Jahre nach der ersten Teilung Polens, etwa 1792. Dem Bürgermeister des kleinen polnischen Grenzstädtchens L. wird im Auftrag des Fürsten Z. eine verschleierte schwangere Nonne namens Cölestine anvertraut. Nach der Niederkunft fühlt sich die Familie des Bürgermeisters mit ihren beiden Gästen emotional verbunden, der endgültigen Vertrautheit steht aber die geheimnisvolle Dauer-Verhüllung im Wege.
Einige Monate später stürmt ein Offizier der französischen Jägergarde ins Haus, um das Baby zu entführen. Im Ringen um den Knaben wird Cölestines Schleier heruntergerissen. Eine totenblasse enganliegende Maske kommt zum Vorschein. Nach gegenseitigen Verwünschungen stellt sich der Bürgermeister dem Eindringling in den Weg, woraufhin der Offizier sich als der Kindsvater ausgibt und mit dem Säugling im Arm entweicht. Als kurz darauf Fürst Z. und die Äbtissin eintreffen, nehmen sie die Entführung als Faktum hin und holen nur die unter Schock stehende Cölestine ab. Als Nächstes sorgt ein ungewöhnlich feierliches Begräbnis im Zisterzienserkloster für Gesprächsstoff. Es geht das Gerücht um, es habe sich bei der Toten um die Gräfin Hermenegilda von C. gehandelt, von der gesagt wurde, sie weile in Begleitung ihrer Tante, der Fürstin von Z., in Italien. Eine Rückblende erzählt nun die Geschichte von Hermenegilda und Stanislaus und wie es zu einem Gelübde kam: Auf des Grafen Nepumuk von C.s Stammgut fanden vor dem Kościuszko-Aufstand patriotische Treffen statt. Daran beteiligten sich auch die blutjunge Tochter des Gastgebers, Hermenegilda, und der 20-jährige Graf Stanislaus von R. mit politischem Durchblick und strategischer Weitsicht. Aus ihrer Seelenverwandtschaft erwuchs ein Heiratsversprechen. Der nach schwerer Kriegsverwundung und nur durch den Gedanken an die Geliebte den Lebensmut behaltende Stanislaus wurde bei seiner Heimkehr von Hermenegilda geschmäht. Sie wollte ihn erst heiraten, wenn das polnische Vaterland befreit sei. Daraufhin trat der junge Graf in französische Kriegsdienste ein. Heldenberichte von Stanislaus’ ehemaligen Kampfgefährten rührten Hermenegildas Herz von Neuem, sodass sie Schlaflosigkeit und Schuldgefühle plagten. Hermenegilda steigerte sich allmählich in einen Wahn hinein. Als Stanislaus’ etwas jüngerer Vetter und Heeresdienstbegleiter, Xaver, auf Genesungsurlaub das Gut besuchte, glaubte sie Stanislaus vor sich zu haben. Xaver klärte die Verwechslung auf und wurde zum täglichen Berichterstatter von Gefechtssituationen und Überbringer von Liebesbekundungen, die er immer weiter ausschmückte, da er selbst von der Liebe zu Hermenegilda ergriffen worden war. Graf Nepumuk von C. beobachtete wohlwollend die durch die Gesellschaft des Jünglings einhergehende Geistesaufhellung seiner Tochter und zugleich die Aussicht auf einen neuen Schwiegersohn in spe. Doch in einem Anflug von Scham und Reue reiste Xaver überstürzt ab.
Eines Tages schilderte Hermenegilda wie sie mitten auf dem Schlachtfeld Stanislaus geehelicht und dieser unmittelbar danach gefallen sei, weshalb sie fortan als trauernde Witwe leben wolle. Tatsächlich hatte sie sich im entlegenen Gartenpavillon aufgehalten. Der Bericht wurde als Vision und damit als Verschlimmerung ihres Geisteszustandes angesehen. Die Vertraute Fürstin Z. erkannte bald, dass Hermenegilda in anderen Umständen war. Sie schlug den Herren vor, der zu erwartenden Nachreden wegen, mit ihr zu verreisen. Kaum war das weitere Vorgehen beschlossen, platzte Graf Xaver mit der Todesnachricht von Stanislaus herein. Die Fürstin Z. errechnete, dass der Todeszeitpunkt mit den Angaben Hermenegildas übereinstimmte. Xaver warb vergeblich um Hermenegildas Hand und offenbarte dabei, dass er die an jenem Tage eine Heiratszeremonie Halluzinierende geschwängert habe. Die Getäuschte durchlebte nach dem Bekenntnis ein Befindlichkeitschaos zwischen „dumpfem Wahnsinn“, „wilder Raserei“ und lichten Momenten. Der gemeinsam verfasste Plan lautete, dass Hermenegilda ins Kloster überstellt werden sollte, während Fürstin Z. den Anschein geben sollte, sich mit ihr in Italien aufzuhalten. Tatsächlich sollte Hermenegilda ihr Kind im Haus des befreundeten Bürgermeisters gebären. Das Gelübde Hermenegildas, die beabsichtigte lebenslange Trauer und Buße, wurde äußerlich durch die düstere Verschleierung und die bleiche Maske demonstriert. An dieser Stelle wird die eingangs begonnene Handlung fortgesetzt. Der Kindsentführer ist als Graf Xaver von R. identifiziert. Das geraubte Kind stirbt auf dem Weg zu einer Pflegemutter, woraufhin Xaver spurlos verschwindet. Man nimmt an, er habe Selbstmord begangen, tatsächlich aber wird er einige Jahre später zufällig in einem Klostergarten bei Neapel angetroffen und angesprochen. Erschrocken sein Gesicht verhüllend stürzt der Mönch davon.

## Entstehung
Für die Entstehung der Erzählung gibt die Forschung einen Zeitrahmen von „Ende 1816 bis Sommer 1817“ an. Hoffmann soll laut Julius Eduard Hitzig, der direkt nach Hoffmanns Tod dessen Biografie schrieb, von seiner Frau Michalina inspiriert worden sein, die eine ähnliche Begebenheit aus ihrer Vaterstadt Posen berichtet hatte. Hoffmann verwob die äußere Handlung mit dem damals aktuellen „romantischen Medizindiskurs“. Er hatte nachweislich die Veröffentlichungen von Johann Christian Reil, Gotthilf Heinrich Schubert und Carl Alexander Ferdinand Kluge gelesen und Kontakte zu praktizierenden Anhängern dieser Richtung, die unter den Begriffen „Animalischer Magnetismus“ oder „Mesmerismus“ geläufig war, gepflegt. Er vollzog dergestalt mit dieser und ähnlichen Geschichten eine „Poetisierung der Medizin“. Die Erzählung wurde als vorletzte innerhalb des 1817 erschienenen zweiten Teilbands des Erzählzykluses Nachtstücke von der Realschulbuchhandlung/Reimersche Buchhandlung in Berlin erstgedruckt.

## Struktur
Es gibt darin drei Zeitebenen, was „anachronisches Erzählen“ genannt wird. Diese Erzählform benutzt Hoffmann des Öfteren. In einem ersten Abschnitt wird der Leser mit geheimnisvollen Ereignissen und schauerlichen Details konfrontiert. Ein etwas längerer Folgeabschnitt klärt über die Vorgeschichte auf, ehe eine kurze „Jahre-später“-Episode die Erzählung abschließt. Die zentrale Pavillon-Szene wird aus drei Perspektiven geschildert. Zuerst aus Sicht der Kranken, die das pure subjektive Erleben ist. Dann aus Sicht der Tante, die einen verzweifelten Klärungsversuch darstellt. Und schließlich aus Sicht des Täters, die rational und objektiv ausfällt. Es besteht eine Ähnlichkeit mit medizinischen Fallgeschichten. Die Beschreibungen wirken streckenweise wie ein mit Befunden und Hypothesen angereichertes Protokoll.

## Wiederkehrende Motive
Im Gesamtwerk Hoffmanns treten verschiedene Motive immer wieder auf. In der vorliegenden Erzählung sind dies die Motive „Puppenmensch“, „Doppelgänger“, „Wahnsinn“, „Ferngefühl“ und „Machtmissbrauch“.
Puppenmensch

Künstliche, oft mechanische, Menschen oder lebendig werdende Figuren gehören bei Hoffmann gleichsam zum Repertoire. Bekanntestes Beispiel ist Olimpia im Sandmann. Aber es gibt auch Personen aus Fleisch und Blut, die in eine puppenartige Haltung verfallen. Prinzessin Hedwiga in den Lebensansichten des Katers Murr widerfährt solches. Das selbstbestimmte Auftreten ist plötzlich einer Fremdführung gewichen. „Prinz Ignatius kann mit ihr spielen wie mit einer Puppe“, fasst es Klaus Deterding zusammen. Im Gelübde ist Hermenegilda, nachdem ihr das Kind entrissen wurde, wie paralysiert, denn „gleich einer Statue mit herabhängenden Armen lautlos stehend“ (293), lässt sie sich willenlos aus dem Haus führen. Hoffmann verwendet für Objekte, denen man nicht genau anmerkt, ob sie natürliche Lebewesen sind oder konstruierte Maschinen auch manchmal den Begriff „Automat“. Auf Hermenegilda, die inzwischen einen Ordensnamen trägt, bezogen schreibt er: „Cölestine war in einem automatähnlichen Zustand gesunken […].“(293) Sowohl Hedwiga als auch Hermenegilda/Cölestine hatten ein traumatisches Erlebnis, das sie in diesen Zustand versetzte. Während Hedwiga daraus wieder erwacht, verläuft die psychische Erkrankung bei Hermenegilda schon bald tödlich.
Doppelgänger

Stanislaus und Xaver sind keine echten Doppelgänger wie zum Beispiel Giglio Fava und Prinz Cornelio Chiapperi in Prinzessin Brambilla, aber sich aufgrund ihres Verwandtschaftsgrades sehr ähnlich, also eher mit Medardus und seinen verborgenen Blutsverwandten aus den Elixieren des Teufels vergleichbar. Was Xaver zum Doppelgänger von Stanislaus macht, ist – im Zusammenwirken mit der Ähnlichkeit – das überbordende Wunschdenken der von Gewissensbissen geplagten Hermenegilda. Im Gegensatz zu den genannten Beispielen aus Brambilla und den Elixieren, treffen die beiden Gleichausschauenden nicht innerhalb der Handlung aufeinander. Somit besteht wiederum eine Übereinstimmung mit Professor X aus Die Automate, der an zwei Orten zur selben Zeit gesehen wurde, wofür Hoffmann keine Erklärung gibt. Hermenegilda, lässt Hoffmann den Leser wissen, verschmilzt dagegen in ihrer Halluzination einfach zwei Geschehen, das auf dem Schlachtfeld mit Stanislaus und das im Gartenpavillon mit dem eingetretenen Xaver, miteinander.
Wahnsinn

Hoffmann verwendet in seinen Geschichten kein Krankheitsbild häufiger und facettenreicher als den Wahnsinn. Im gesamten Erzählzyklus Die Serapions-Brüder ist der Wahnsinn das beherrschende Thema. Unter den von der seelischen Erkrankung Betroffenen ist Nathanael, Protagonist eines anderen Nachtstückes (aus dem ersten Teil), das den Titel Der Sandmann trägt, der vielleicht bekannteste. Im Öden Haus basiert die Geisteskrankheit der Gräfin Angelika auf der Vorenthaltung ihres unter mysteriösen Umständen gezeugten Kindes. Die Ursache ist bei Hermenegilda zwar eine andere, eine Parallele ergibt sich dennoch, denn auch bei der Zeugung ihres Kindes waren fremde Kräfte und Mächte im Spiel. Der Kindsraub setzt ihr dann nochmals zu und führt zu einer Verschlimmerung ihres Zustandes, dessen Endstadium den Tod bedeutet.
Ferngefühl

Ein weiteres Motiv ist die empathische Telepathie, das Verbundensein mit der geliebten Person über eine Distanz hinweg, das Hartmut Steinecke als „Ferngefühl“ und Giulia Ferro Milone als „energetische Fernverbindung“ bezeichnet hat. Bei Hoffmann kommt es nicht gehäuft vor, aber in der europäischen Romantik insgesamt, wobei anzumerken ist, dass seine Nachtstücke in Frankreich und Russland einen großen Einfluss zeitigten. So ist das gleichzeitige Todesempfinden der räumlich weit voneinander entfernten Liebenden das Thema des Gedichts Traum (aus dem Jahr 1835) von Michail Lermontow. Das Ferngefühl wird als eine Variante des Magnetismus/Mesmerismus angesehen, der wiederum häufig in Hoffmanns Werken vorkommt, eines führt das Thema auch gleich im Titel, und zwar Der Magnetiseur. Beschrieben wurde es 1808 von Gotthilf Heinrich Schubert in seinen Ansichten von der Nachtseite der Naturwissenschaft: „Wenn nun schon im tierischen Magnetismus […] eine solche innige Vereinigung zweier menschlicher Wesen möglich ist, wo das eine an allen Bewegungen und Gefühlen des andern so Teil nimmt, also ob es ihm selbst geschähe; wenn dieses tiefe Mitgefühl, das sich zwischen Magnetiseur und Somnambüle zeigt, öfters noch in einiger Entfernung beider wirksam ist […]; so ist von hier aus nur noch ein Schritt zu dem wunderbaren Mitwissen eines Entfernten um die Schicksale, vornehmlich aber um den Tod einer geliebten, nahe verwandten Person. Wir sahen die Möglichkeit, daß überhaupt zwei getrennte menschliche Wesen in gewisser Hinsicht eins zu sein vermögen. Das Geistige in uns, selbst wenn es hierin nur den körperlichen Kräften des Anorganischen, z. B. dem Licht, dem Magnetismus, der Elektricität gliche, wirkt durch keine Entfernung gehindert, auf alles Verwandte hinüber. Oefters befinden sich dabei die Personen denen ein solcher ungewöhnlicher Zufall begegnet, in einem dem magnetischen Schlaf ähnlichen Zustand.“
Machtmissbrauch

Manipulation und Machtmissbrauch spielen in Hoffmanns Geschichten ebenfalls eine große Rolle. Während in Ignaz Denner ein konventioneller Machtmissbrauch in Form einer Erpressung vorliegt, sind die mit dem Mesmerismus und Somnambulismus verbundenen Missbrauchsfälle subtiler geartet. Hier wird das Ziel verfolgt, sich eine Frau, zu der der Täter eine bislang unerwiderte Liebe hegt, mittels aufwändiger psychologischer Beeinflussungen gefügig zu machen. Alban in Der Magnetiseur und Graf S-i in Der unheimliche Gast sind die Prototypen dieser Verfahrensanwender. Der Machtmissbrauch durch Xaver ist allerdings nicht geplant, er ergibt sich zufällig. Er setzt auch keinen Magnetismus dazu ein (jedenfalls nicht bewusst), er findet einfach eine günstige Situation vor und lässt sich in ihr treiben: Hermenegilda selbst inszeniert ihr Traum- und Trugbild, möglicherweise geleitet durch die räumlich ferne, aber emotional nahe zeitgleiche Erlebniswelt des Geliebten.

## Interpretation
Der Krankheitsverlauf

Hermenegilda bringt die charakterlichen Voraussetzungen für den von Johann Christian Reil in seinem Buch Rhapsodieen über die Anwendung der psychischen Curmethode auf Geisteszerrüttungen (1803) beschriebenen Krankheitsverlauf mit, und zwar Tugendhaftigkeit, Klugheit, Sprunghaftigkeit, Reizbarkeit sowie Verbissenheit bis hin zum Fanatismus. Ihr Fanatismus verleitet sie zur impulsiven Zurückweisung des seine Landesbefreiungs-Mission nicht erfüllen könnenden Stanislaus, ihre Sprunghaftigkeit aber lässt ihre Gefühle wieder zur anderen Seite ausschlagen, sie bereuen und ob der Todesgefahr, in die sich der Abgewiesene daraufhin begab, tiefe Schuldgefühle entwickeln. Damit hat sie die erste Stufe des Reilschen Theorems, die des „fixen Wahns“, erreicht. Dieser geht über in eine Gemütszerrüttung mit Besinnungsphasen, wird zu einer Form der Katalepsie („dumpfer Wahnsinn“) und mündet im Tod. Reil beschreibt den Zustand vor dem unmittelbaren Ende wie folgt: „In dem dumpfen Wahnsinn ist der Kranke unbeweglich wie eine Bildsäule. Er steht, sitzt oder liegt auf einer Stelle, rührt weder Hand noch Fuß, hat die Augen geschlossen, oder starrt kurz und ängstlich herum, ohne die Eindrücke in ihrer Verbindung wahrzunehmen“ Genau so schildert Hoffmann seine Protagonistin in beziehungsweise nach der Kindesraubszene.
Die Pavillonszene ist nach Carl Alexander Kluge gestaltet. Kluge hatte in seiner Schrift Versuch einer Darstellung des animalischen Magnetismus, als Heilmittel sechs „Grade“ des magnetischen Schlafes von der Schläfrigkeit über das Wachträumen bis zum empathischen Hellsehen, das damals „magnetischer Doppelschlaf“ genannt wurde, postuliert.
Die patriarchalische Gesellschaft

Hermenegildas Vater Nepumuk impfte der Tochter Patriotismus ein. Aufgrund ihres Gemüts wurde dieser zum Fanatismus und somit der Sache ihres Vaters dienlich. Mit Klugheit brachte sie, die eigentlich in der Gesellschaft – und gerade in politischen Angelegenheiten – nur eine untergeordnete Rolle hätte spielen dürfen, die Widerstandsorganisation voran. Solange der Bruch der Rollenbelegung Vorteile hat, lässt Nepumuk sie gewähren. Das Seelenheil seiner Tochter interessiert ihn jedoch wenig, die Bewahrung der Gesellschaftsnorm steht bei ihm im Vordergrund. Dabei ist es ihm egal, ob die Aufrechterhaltung nur ein Schein ist: Er würde bedenkenlos den Verlobten Stanislaus gegen den Notzüchtiger Xaver austauschen. In der neuen Situation wird althergebracht über die rollenkonform schwache und anfällige Frau entschieden.
Xaver nutzt Hermenegildas Verwirrung im Pavillon aus und sieht in einer Heirat, die freilich nur sein Problem und nicht das der Angebeteten löst, den geeigneten Ausweg. Überhaupt ist er von Beginn an der Aktive, der durch manipulative Reden die Verwirrung Anfachende.
Die Geschlechterrolle der Frau zur damaligen Zeit war eine passive und schwache, davon weicht auch Hoffmann nicht ab, indem er Hermenegilda trotz oder wegen ihrer verbissen kämpferischen Wesenszüge zu derjenigen macht, die anfällig für seelische Störungen und empfänglich für „Übertragungsenergien“ ist. Hinzu kommt, dass die Frauenfiguren den zunächst unerklärlichen Phänomenen aufgeschlossen gegenüberstehen, also paranormale Phänomene für möglich halten, während die Männerfiguren eine rein rationale Ansicht vertreten und die Frauen für ihre Naivität auslachen.
Das Magnetiseur-Prinzip

Nach Giulia Ferro Milone übernimmt Xaver den Part des absenten Magnetiseurs. Er hat keinen Plan geschmiedet, doch „von dem sichern Takt fürs Böse im Innern geleitet“ (303) umgarnt er ausdrucksstark und suggestiv die hübsche junge Frau, die ihm wie magnetisiert erliegt. Ferro Milone spricht von einem Austausch von Hermenegildas innerer Bilderwelt beziehungsweise einer Umkonfiguration der Wirklichkeit. Da in gewisser Weise Stanislaus immer noch präsent ist, entstünden „trianguläre Interaktionen“.
Das Pavillon-Symbol

Der Pavillon als Unterschlupf geht auf die Antike zurück und wurde damals „Lustzelt“ genannt. In der massiveren Bauart wurde es später im Barock in Gärten und Parks zum „Lusthaus“. Der Pavillon bot einen Rückzugsbereich, der für Schäferstündchen ideal war. Heute gibt es vielerorts so genannte „Hochzeitspavillons“ für Hochzeitszeremonien im Grünen.
Die „entrückte“ Person, um die es sich bei Hermenegilda handelt, zieht sich an einen „entrückten“ Ort zurück. Hier „empfängt“ sie die Signale vom fernen Stanislaus und „empfängt“ ein Kind vom sich ihr nähernden Xaver.
Das Masken-Symbol

Für Hermenegilda ist die Maske ein Mittel zur Selbstbestrafung. Ihr engelsgleiches Gesicht habe den Teufel angelockt, meint sie, und müsse daher für immer verborgen werden. In diesem Sinne sieht Steinecke in der „Sühne“ die eine Funktion und als zweite Funktion einen „Schutz vor dem Wahnsinn“. Folglich gefährdet die Entschleierung im Bürgermeisterhaus durch Xaver ihre Intension und sie verfällt in eine Starre mit Todesfolge. Maria Popp sieht die Maske symbolisch. Ihre Blässe spiegele Hermenegildas „krankes Innenleben wider“. Sie sei eine literarische Vorwegnahme des nahen Todes. Giulia Ferro Milone macht eine „Reaktion auf den Verlust ihrer weiblichen Ehre aus“, ebenso wie eine Protesthaltung wegen der „Nichtmitteilbarkeit ihrer Erfahrung“.
Das Gelübde, das neben dem Tragen der Maske auch das Klosterleben beinhaltet, interpretiert Walther Harich als einen Weg, „der aus der Welt hinausführt“, als Alternative zu einer nicht minder tragischen „Notversöhnung“ mit Xaver.
Der Kleist-Vergleich

Das Motiv des Geschwängertwerdens in Geistesabwesenheit ist bereits 1808 von Heinrich von Kleist in der Novelle Die Marquise von O.... behandelt worden. Darin wird die titelgebende Marquise während einer Ohnmacht von einem Offizier, der sie kurz davor vor Misshandlungen gerettet hat, vergewaltigt. Neben einigen Gemeinsamkeiten, wie zum Beispiel den über die vermeintliche Unsittlichkeit der Betroffenen moralisch empörten männlichen und den Verständnis zeigenden weiblichen Familienmitgliedern, gibt es auch Unterschiede. So kommt der bei Hoffmann bedeutende Aspekt der romantischen Naturwissenschaft bei Kleist überhaupt nicht vor. Am wichtigsten – vor allem für den einmal versöhnlichen, einmal tragischen Ausgang – ist jedoch, dass bei Kleist die vom Opfer bewunderte Person den Frevel begangen hat, der verziehen werden kann, bei Hoffmann aber der Doppelgänger des Geliebten, dessen Unrechtstat dementsprechend mehr wiegt.
Das Gelübde falle, meint Thomas Weitin, gegenüber der Marquise von O.... ab. Dagegen findet Walther Harich, Kleist habe seinen „Fall mit unkomplizierter Primitivität dargestellt“. Hoffmanns Vertracktheit mache aus der menschlich nachvollziehbaren Situation zwar einen Einzelfall, mit dem man sich weniger identifizieren könne, dafür habe er ein „wuchtiges und erschütterndes Gebilde“ geschaffen.
Die Schuldfrage

Hoffmann gebe nicht nur einer einzelnen Person die Schuld am verhängnisvollen Verlauf der Dinge, sondern verteile sie „auf alle Personen und also auf das Leben überhaupt“, schreibt Harich. Nach Ferro Milone kritisiert das Stück nicht nur das Verhalten von Xaver, dem Patriarchats-Zugehörigen und in eine noch höhere Machtposition Beförderten, nämlich in die eines Magnetiseurs, dessen unmoralischer Weg vom Opfer selbst bereitet wurde. Es kritisiert auch Schuberts Theorie eines Animalischen Magnetismus als allgegenwärtige harmoniestiftende Weltseele, denn während ein Individuum diese empfängt, gibt es niemanden sonst, der sie empfindet oder wenigstens versteht. Das, was als Heil propagiert wurde, entpuppt sich als Trugschluss. Auch Jürgen Barkhoff sieht eine skeptische Haltung des Literaten gegenüber „den therapeutischen Heilserwartungen, die von seinen Anhängern an den Mesmerismus geknüpft wurden“.

## Wirkung
Hoffmann trug seinem Verleger Carl Friedrich Kunz Das Gelübde ausdrücklich an, woraus seine eigene Zufriedenheit mit dem dichterischen Ergebnis spricht. Wenn überhaupt, dann wurde das Werk von den Zeitgenossen schlecht rezensiert. Auch die neuere Literaturgeschichte wandte sich ihm relativ selten zu.

## Ausgaben
Erstausgabe
- E. T. A. Hoffmann: Das Gelübde. In: Nachtstücke. Zweiter Theil. Realschulbuchhandlung / Reimersche Buchhandlung, Berlin 1817, S. 254–322.

Referenzausgabe
- E. T. A. Hoffmann: Nachtstücke. Klein Zaches. Prinzessin Brambilla. Werke 1816–1820. In: Hartmut Steinecke unter Mitarbeit von Gerhard Allroggen (Hrsg.): Sämtliche Werke in sechs Bänden (= Bibliothek Deutscher Klassiker). 1. Auflage. Band 3. Deutscher Klassiker Verlag, Frankfurt am Main 1985, ISBN 3-618-60870-5, Das Gelübde, S. 285–317.